# Морелабор
Морелабор (на испански: Morelábor) е населено място и община в Испания. Намира се в провинция Гранада, в състава на автономната област Андалусия. Общината влиза в състава на района (комарка) Лос Монтес. Населението му е 737 души (по данни от 2010 г.).